# Celebophlebia carolinae
Celebophlebia carolinae – gatunek ważki z rodziny ważkowatych (Libellulidae).